# Eclimetro

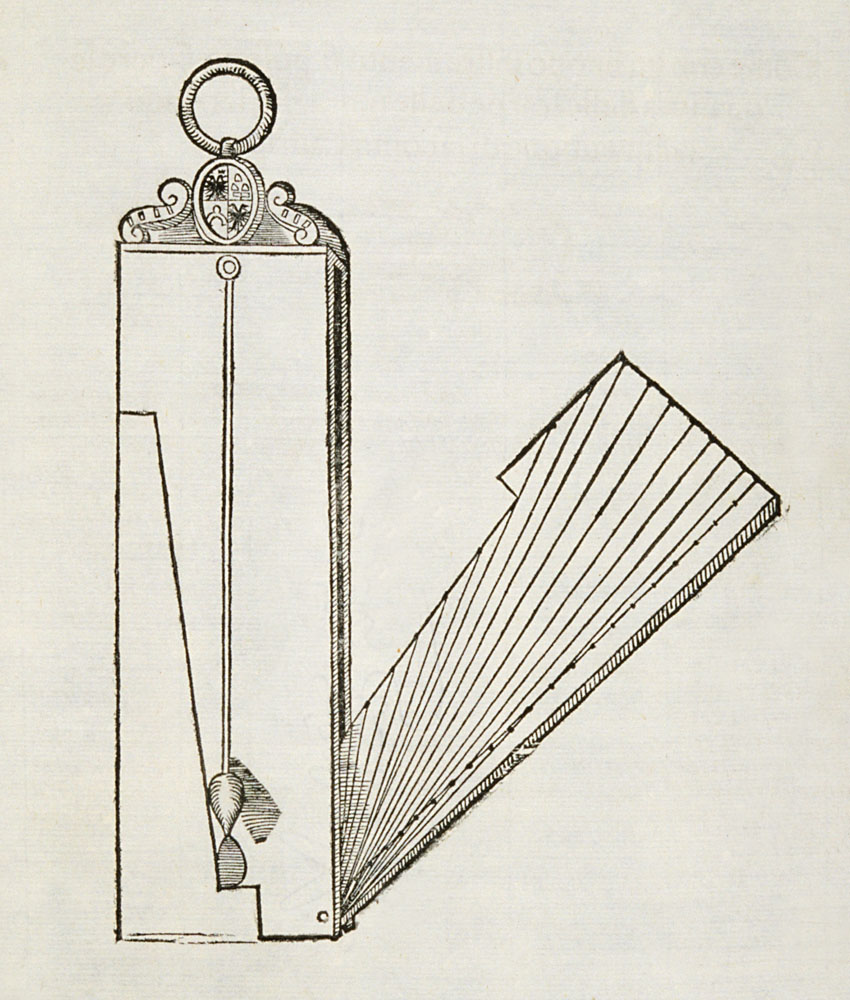
Eclimetro in una stampa conservata al Museo Galileo di Firenze.

L'eclimetro è uno strumento usato in topografia per misurare l'angolo di inclinazione di un piano o di un corpo rispetto all'orizzonte.
Oltre che negli strumenti topografici, eclimetri di varia forma si trovano anche negli strumenti militari (per misurare l'alzo dei cannoni) e da miniera (per misurare i dislivelli nello scavo delle gallerie).